# Koktejl

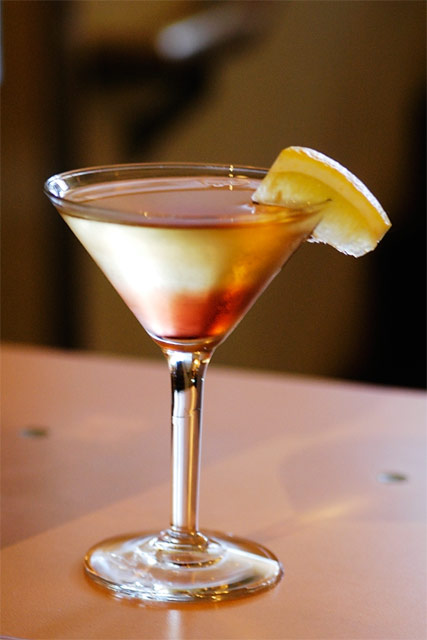
Koktejl v koktejlové sklenici.

Koktejl je nápoj vzniklý smícháním několika různých, většinou alkoholických, nápojových surovin.
Mícháním koktejlů se zabývají barmani, někteří přitom předvádí hostům žonglování se sklenicemi a lahvemi, tzv. flair bartending. První zmínka o míchání koktejlů pochází již z roku 1806, původně existoval pouze jeden koktejl a receptura se shodovala s dnešním koktejlem Old Fashioned, který se skládá z lihoviny, bitters, cukru a vody. Později začali barmani využívat další ingredience a vznikla nepřeberná škála koktejlů. Pro míchání koktejlů se podle vlastností surovin používá buď míchací sklenice, ve které barman míchá nápoj pomocí dlouhé barmanské lžíce, nebo šejkr, což je zpravidla kovová nádoba velikosti větší sklenice, do které se suroviny nadávkují, šejkr se uzavře sklenicí a nápoj se protřepe. Z šejkru se namíchaný koktejl nalije do sklenice. Koktejly jsou rozděleny do kategorií podle mnoha různých kritérií. Jedním z nich může být druh základního alkoholu (např. whisky, gin, rum, tequila, vodka a další), kterému s v tomto kontextu říká báze koktejlu. Dalším kritériem může být velikost koktejlu (long drink, short drink), nebo použité dochucovadlo (aromatické koktejly, kyselé koktejly).
Deset nejprodávanějších koktejlů světa podle průzkumu společnosti Drinks International:
1. Old Fashioned
2. Negroni
3. Daiquiri
4. Dry Martini
5. Whisky Sour
6. Espresso Martini
7. Margarita
8. Manhattan
9. Mojito
10. Aperol Spritz

## Nealkoholické koktejly
Mezi nejoblíbenější nealkoholické koktejly patří nápoje vyráběné z mléka. Ty bývají dochuceny dalšími pochutinami jako je vanilka, mixované ovoce, kakao, káva, ovocné výtažky a tresti, smetana, ořechy a další. Takovéto koktejly se dají vyrobit jednoduše i doma v běžných mixérech, v běžné obchodní síti je lze zakoupit například v cukrárnách, mléčných barech apod.